# صبغة الهيماتوكسيلين واليوزين

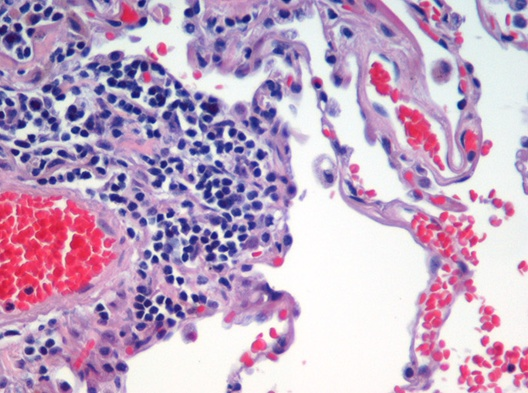
شريحة لنسيج من رئة إنسان مصبوغة بالهيماتوكسيلين (الأزرق) والأيوزين (الوردي أو الأحمر)

صبغة الهيماتوكسيلين والأيوسين (بالإنجليزية: Hematoxylin and eosin stain)‏ هي طريقة صبغ شائعة في علم الأنسجة. تتضمن عملية صبغ الشريحة إضافة مادة الهيمالم، وهو مركب يتكون من أيونات الألومنيوم والهيماتوكسيلين المؤكسد. تلون هذه الصبغة أنوية الخلايا باللون الأزرق. بعد صبغ الأنوية، يتم إضافة محلول كحولي أو مائي من الأيوزين والذي يلون التراكيب اليوزينية بدرجات مختلفة من الأحمر والوردي والبرتقالي.
يعتقد أن سبب صبغ الأنوية بمادة الهيمالم هو ارتباط الصبغة بالبروتينات النووية القاعدية الغنية بالأرجينين داخل النواة مثل الهستون.
من أمثلة التراكيب اليوزينية: أجسام مالوري وأجسام ليوي. كما أن معظم سيتوبلازم الخلايا يوزيني (أي أنه يظهر باللون الوردي). تظهر كرات الدم الحمراء بلون أحمر قاتم بهذه الصبغة.